# Dépôt de la Guerre
Das Dépôt de la Guerre war eine Sammelstelle im französischen Kriegsministerium für alle auf Kriegswissenschaften und Kriegsgeschichte bezüglichen Schriften.

## Geschichte
Das Institut wurde 1688 von François-Michel Le Tellier gegründet, 1761 von Paris nach Versailles verlegt und durch Zuteilung des Dépôt des cartes et plans vergrößert, kam aber 1791 mit den ausgedehnten Befugnissen nach Paris zurück.
1793 wurde ihm auf Befehl des Konvents die berühmte Karte Frankreichs von Jean Dominique Comte de Cassini zur Vollendung und wenig später eine Sammlung von 10.000 Karten überwiesen, unter denen sich seltene, alte Exemplare befanden.
Das Dépôt de la Guerre besaß auch eine reiche Sammlung von Schriften militärischen und geografischen Inhalts sowie die Akten und Denkschriften aus den Kriegen der Republik und des ersten Kaiserreichs.
1887 wurde es in zwei unabhängige Körperschaften aufgeteilt. Der service géographique de l'armée (SGA) war für die Erstellung und Veröffentlichung von Kartenmaterial zuständig und besaß Werkstätten für Kupferstich, Fotografie, Heliogravüre etc. 1940 ging er in das Institut géographique national auf. Der Service historique de l'armée (SHA) ist ein Archiv für Kriegsgeschichte und Militärstatistik und heißt heute Service historique de la Défense.
Ähnlich wie in Frankreich besteht auch in Belgien ein Dépôt zu demselben Zweck.

## Veröffentlichungen
Die wichtigste Leistung des Dépôts ist die 1817 auf Grund neuer Vermessungen im Maßstab von 1:80.000 begonnene Karte von Frankreich, die erst 1875 vollendet wurde.
Die im Handel erscheinenden sogenannten 1-Franc-Blätter sind durch Umdruck vom Kupferstich auf Stein übertragen. Ein Teil der Karten wurde im Dépôt selbst, der andere in Privatanstalten gedruckt. Die Gesamtproduktion belief sich 1875 auf 524.204 Blätter.
Unter Leitung des Generals de Vault hat das Dépôt die Geschichte der 1677 bis 1763 geführten Kriege Frankreichs in 125 Bänden veröffentlicht.
Dieser Artikel basiert auf einem gemeinfreien Text aus Meyers Konversations-Lexikon, 4. Auflage von 1888 bis 1890.